# Softline AG
Die Softline GmbH mit Sitz in Leipzig ist ein 1983 gegründetes IT-Beratungsunternehmen, das Dienstleistungen im Bereich der Informations- und Kommunikationstechnologie (ICT) anbietet. Die von 2000 bis 2023 börsennotierte Softline AG fungiert als Mutterunternehmen der Gruppe und ist für die Koordination der internationalen Gesellschaften in Deutschland, Belgien, den Niederlanden und Großbritannien verantwortlich. Seit der Neuausrichtung des Unternehmens im Jahr 2010 fokussiert sich die Gesellschaft auf den Ausbau des IT-Consulting- und Service-Geschäfts der Softline Gruppe, schwerpunktmäßig in den Bereichen IT Asset Management, Application Modernization, Cloud Transformation und Management, FinOps und Cyber Security, mit dem Ziel – Compliance, Kontrolle und Kosteneinsparungen für ihre Kunden zu schaffen. Im Dezember 2023 wurde die Softline AG im Zuge der vollständigen Übernahme durch die Noventiq Holding in die Softline GmbH umgewandelt.

## Geschichte
Die Softline wurde 1983 von Peer Blumenschein gegründet. In den Jahren bis 2000 war die Softline „Box-Mover“ für PC-Software und begann mit der Online-Distribution.
Am 14. Februar 2000 ging die Softline am Neuen Markt in Frankfurt an die Börse. Das Unternehmen akquirierte 2001 die englische Rapid Group und das Schweizer Unternehmen Trade Up. Im gleichen Jahr führte es die Eigenmarken WSKA und Orlogix ein. 2003 wechselte die Softline in den General Standard der Deutsche Börse AG. Sie veräußerte die Rapid Plc, England, Softline Benelux BV, Niederlande, NPR Software Ltd., Irland und WSKA S.A., Frankreich und gründete die Trade Up Distribution GmbH, Offenburg. Mit dem Verkauf der Schweizer Tochtergesellschaft 2005 konzentrierte sich das Unternehmen auf den Kernmarkt Deutschland. Firmengründer und Aufsichtsrat Peer Blumenschein zog sich 2006 als Großaktionär aus der Softline zurück. 2007 wurde die Maily Distribution GmbH hundertprozentig übernommen, die Softline erwarb zudem einen Anteil von 60 % an der Prometheus GmbH. Christoph Harvey wurde 2008 zum neuen Vorstandsvorsitzenden berufen. In diesem Jahr verschmolzen die TradeUp und Maily zur TradeMail Distribution GmbH, die 2009 verkauft wurde.
Im Jahr 2010 übernahm das Unternehmen die norwegische Stover AS und gründete Softline Solutions Netherlands B.V. sowie die Softline Solutions GmbH. Der Sitz der Konzernzentrale wurde nach Leipzig verlegt. Außerdem übernahm die Softline 2010 die Prometheus GmbH zu 100 %. Die Firma übernahm im gleichen Jahr die französische STR (Software Technology Resources) S.A.S. und das belgische Unternehmen ASIST BVBA. Zudem gründete sie die belgische Softline Solutions N.V. und die deutsche Softline Systems & Services GmbH. Mitte 2012 wurden die Aktivitäten in Norwegen nicht weiter verfolgt. Es wurde die XPERTLINK GmbH als eine 100%ige Tochter der Prometheus GmbH gegründet. Aus strategischen Gründen wurde das Tochterunternehmen ASIST BVBA im Juli 2013 aus der Unternehmensgruppe ausgegliedert, bleibt der Softline Gruppe aber weiterhin als Partner erhalten.
Im Oktober 2013 gab die Softline die Bestellung eines neuen Aufsichtsratsmitglieds bekannt. Der bisherige Aufsichtsratsvorsitzende Bernhard von Minckwitz legte sein Amt aus gesundheitlichen Gründen nieder. Ihm folgte Knut Löschke, der bereits seit 2010 zu den wichtigsten Investoren und Förderern der Softline zählt, zwischenzeitlich Vorstandsmitglied war und den Weg von Softline zuletzt als Berater begleitet hatte.
Ab April 2014 leitete Martin Schaletzky das Unternehmen gemeinsam mit einem operativen Management-Team der jeweiligen Gesellschaften im In- und Ausland.
Im Mai 2014 gab die Softline die Trennung von der Tochtergesellschaft Softline Systems & Services GmbH bekannt, die aufgrund ihres Tätigkeitsfeldes als Anbieter von Rechenzentrumslösungen nicht mehr der strategischen Ausrichtung der Softline Gruppe entspricht. Damit setzt die Softline Gruppe ihre Fokussierung auf die Kerngeschäftsbereiche Software Asset Management (SAM) und IT-Consulting weiter fort.
Im März 2017 wurde die Prometheus GmbH in Softline Services GmbH umbenannt.
Im September 2020 erwirbt ITANCIA das Geschäft von Software Technology Resources (STR), einer Marke der Softline Solutions France.
Im April 2021 erwarb Noventiq eine Mehrheitsbeteiligung an der Softline Group, ein weltweit führender Anbieter von Lösungen und Services in den Bereichen Digital Transformation und Cyber Security mit Hauptsitz und Börsennotierung in London. 
Nachdem Martin Schaletzky die Softline im Dezember 2022 verließ, ergänzte Dennis Montanje, Managing Director der Softline Gruppe in Nordeuropa das Management-Team der Softline Gruppe in der Region DACH als Executive Vice President.
Im März 2023 wurden Dennis Montanje und Holger Maul als neue Vorstandsmitglieder der Softline berufen.
Im Dezember 2023 wurde die Softline AG im Zuge der vollständigen Übernahme durch die Noventiq von der Börse genommen und in die Softline GmbH umgewandelt. Dadurch entfiel auch der bisherige Aufsichtsrat.

## Tochtergesellschaften
- Softline Solutions B.V. (Niederlande)
- Softline Solutions N.V. (Belgien)
- Softline Solutions Ltd. (Großbritannien)

## Börsennotierung
Das Unternehmen war seit dem 14. Februar 2000 an der Frankfurter Wertpapierbörse notiert, zuerst am Neuen Markt, von 2003 bis 2009 im Segment General Standard des regulierten Markt, danach im Freiverkehr.
Zum 16. November 2009 wechselte die Notierung der Aktie an der Börse München vom regulierten Markt in das Handelssegment m:access innerhalb des Freiverkehrs, wie am 19. Oktober 2009 von der Geschäftsleitung bekannt gegeben wurde.
Nach einer Kapitalerhöhung erfolgte im Februar 2010 ein Rückkauf der Prometheus GmbH.
Im Juni 2017 hat die Softline die beschlossene Kapitalerhöhung gegen Sacheinlage erfolgreich umgesetzt.
Im Dezember 2023 wurde die Softline im Zuge der vollständigen Übernahme durch Noventiq durch von der Börse genommen und in eine GmbH umgewandelt.